# Cryophis hallbergi
Cryophis hallbergi là một loài rắn trong họ Rắn nước. Loài này được Bogert & Duellman mô tả khoa học đầu tiên năm 1963.